# Discman

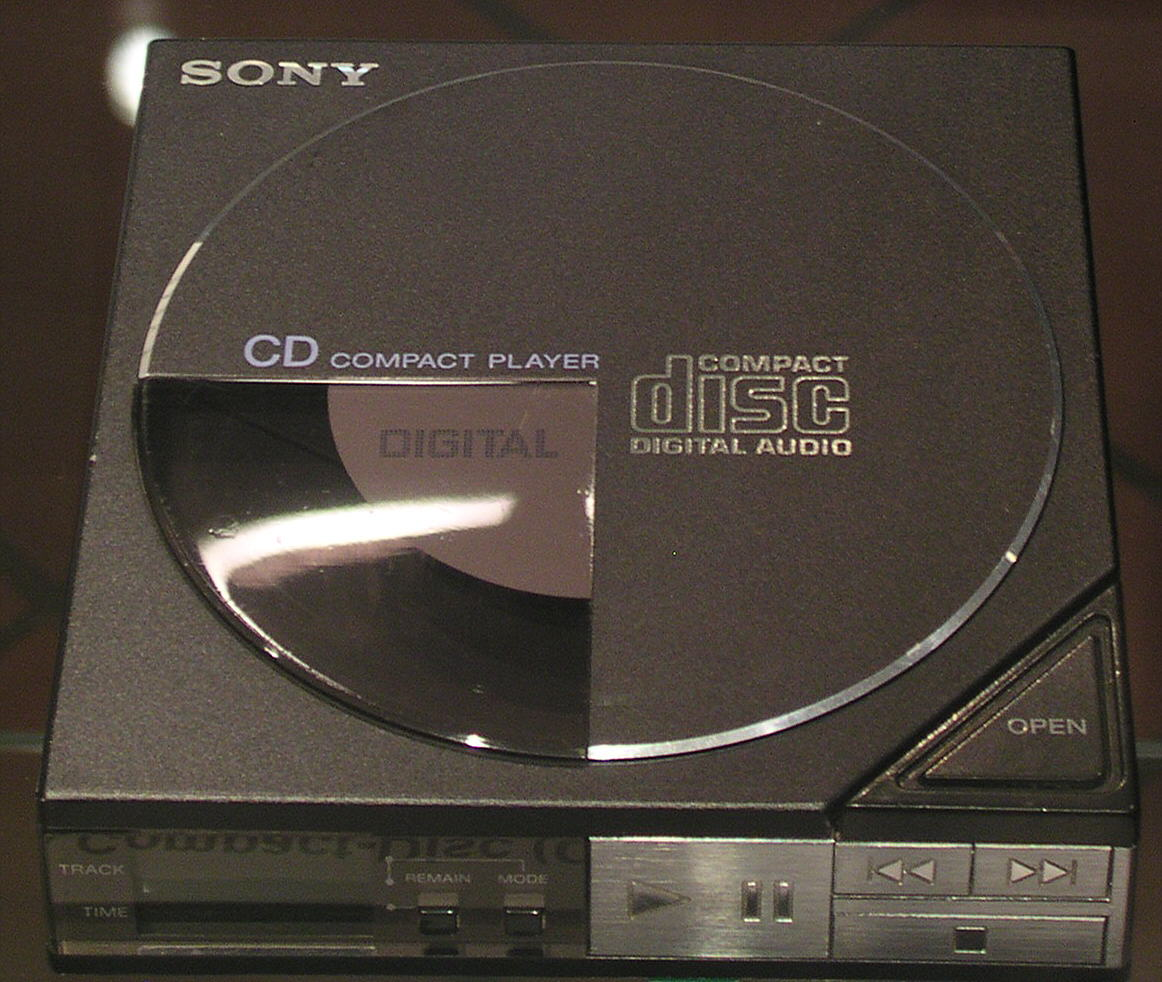
索尼於1984年推出的第一款Discman,型號D-50

Discman是日本索尼（SONY）公司早期便携式CD播放器的商品名称。其与SONY公司引以为豪的产品WALKMAN相呼应，可见SONY对便携式CD播放器的重视。但事与愿违，Discman并没有像SONY期望的那样成为与WALKMAN比肩的产品，最终在90年代末，SONY公司将Discman产品系列并入WALKMAN，并称之为CD WALKMAN。

## 发展
Discman作为早期的便携式CD播放器产品，设计初衷在于使用户在稳定的环境下（CD格式的读取方式造成的），享受到优于磁带随身听的高品质音乐。因此，不同于在移动环境下的仍可正常播放的WALKMAN，Discman的抗震性能很差，适应面相较就有局限。1992年，SONY公司为Discman加入了抗震技术（尽管在一定程度上可能会影响音质），试图使用户可以在移动的环境下仍可以使用，以扩展产品的受用面。SONY的策略的转变，使得Discman产品的设计思路发生了转变，设计的思路主要转向轻薄短小以及更长的播放时间和抗震效果，最终并入了WALKMAN的产品线。Discman也是划时代的以cd为播放载体的便携式随身听的始祖。